# 뻐끔살무사속
뻐끔살무사속(Bitis)은 살무사과 북살무사아과에 딸린 독사의 한 속이다. 아프리카 전역과 아라비아 반도 남부에서 발견된다 세계에서 가장 큰 살무사와 가장 작은 살무사가 모두 이 속에 속한다. 이 속에 속하는 뱀들을 통틀어 뻐끔살무사(puff adders), 아프리카살무사(African adders)라고 하기도 한다.